# Cangapol

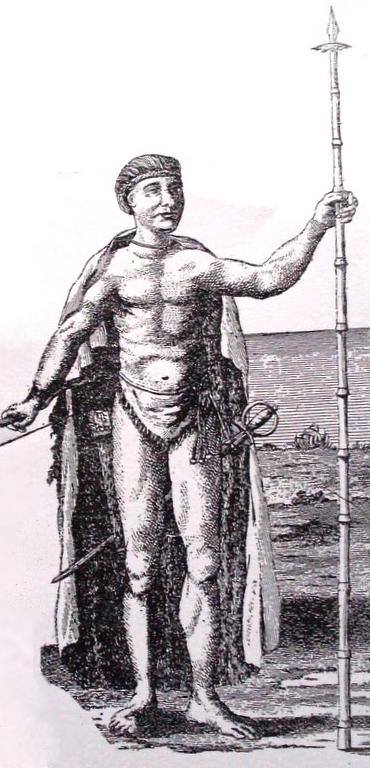
El cacique Cangapol retratado por Tomás Falkner.

Cangapol (1670 - 1757) fue un cacique tehuelche nacido en el área de Huilin, lo que es el Río Negro en Argentina desde 1735 a 1753. Era el jefe de la tribu nómada leuvuche, que se movía por el área del río Negro hasta la sierra del Volcán, lo que hoy es Balcarce, en el Sistema de Tandilia, entre Tandil y Mar del Plata, zona que después cedió a Ancafilú. En 1751 Cangapol y sus guerreros expulsaron a los jesuitas de la laguna de los Padres y destruyeron los asentamientos que construyeron cinco años antes. También apodado como "Nicolás el Bravo" o simplemente Bravo, fue un cacique indígena que gobernó los territorios al sur del río Salado en la actual provincia de Buenos Aires (Argentina) a mediados del siglo XVIII. Fue recordado por mucho tiempo por su gran tamaño, valentía y crueldad, y por haber sido el autor del malón más grande que se hubiera conocido hasta entonces sobre las cercanías de la ciudad de Buenos Aires.

## Biografía

### Origen y juventud
Nació hacia el año 1670 en Huechín o Huchín, en la margen izquierda del río Limay, no muy lejos de su unión con el río Neuquén para formar el río Negro. Era hijo de otro gran cacique, Cacapol, apodado "Juan el Bravo".
Sobre el origen étnico de la estirpe de Cangapol existen discrepancias. Por su origen occidental, por la fecha de nacimiento y por su enorme estatura —alcanzaba y quizá superaba los dos metros de altura— podría ser de un grupo perteneciente a los tehuelches septentrionales, aunque es probable que su grupo étnico haya sido ya afectado en gran medida por el proceso conocido como araucanización —es decir, la adopción de la lengua mapuche y características culturales correspondientes a los araucanos del sur de los actuales Chile y Argentina. Los jesuitas que los conocieron dieron a Cacapol, Cangapol y su tribu varias identidades étnicas alternativas: Pedro Lozano los llamó «pampa-serranos» (por la sierra de Casuhatí, hoy Sierra de la Ventana). Francisco Sánchez Labrador los identificó como «puelche-serranos» (José Cardiel distinguía entre dos grupos de serranos: los que habitaban el curso superior del Río Negro y los que habitaban en las Sierras del Volcán, en el actual partido de Balcarce). Por su parte, Tomás Falkner los identifica como «tehuelches».
Se trasladó con su padre hacia la pampa serrana —sur de la actual provincia de Buenos Aires— a fines del siglo XVII, y secundó a su padre en todo: los serranos solían elegir a un jefe militar o apo, cuya autoridad se limitaba a dirigir las campañas militares que lanzaban contra sus enemigos. Cangapol ocupó ese cargo durante muchos años como delegado de su anciano padre, y lo fortaleció aplastando toda disidencia por medio de matanza; solía exhibir montículos de cabezas de sus enemigos ejecutados, lo que bastaba en general para inhibir a otros disidentes de nuevas rebeliones. De este modo logró sostener el mando de su padre de modo permanente y heredarlo sin discusión. Al suceder a su padre, Cangapol no era soberano de todos los serranos, pero posteriormente sometió a su autoridad a todos los indígenas de la región serrana y de gran parte de la pampa; estos grupos estaban formados tanto por indígenas de tradición pampa-tehuelche, como por mapuches llegados desde el oeste de la Cordillera de los Andes (que hoy es territorio chileno), a quienes Cardiel llamaba aucas o araucanos, describiéndolos como agricultores, criadores de ganado y tejedores.
Desde principios del siglo XVIII, los otrora abundantes rodeos de vacunos cimarrones que poblaban la región pampeana, y que habían sido explotados con pocos desencuentros tanto por los indígenas como por las vaquerías organizadas desde Buenos Aires dieron muestras de haberse agotado casi por completo; la respuesta de los españoles fue reunir el ganado en estancias, donde se llevaba adelante una ganadería más racional. Por su parte, los indígenas prefirieron saquear las estancias, dando inicio a los malones que marcarían la relación entre indígenas y blancos durante casi dos siglos. Cacapol se convirtió en organizador de malones, generalmente formados por algunas decenas de indígenas, y que volvían de sus excursiones con centenares de cabezas de ganado, después de haber causado algunas muertes entre los cristianos.

### Descripción de Cangapol
Dice Cardiel:

Después del Volcán como 150 leguas mas allá hacia el oeste, habita la mayor parcialidad de los Serranos con su principal Cacique ó regulo llamado por los españoles el Brabo, que está cercano a la Cordillera de Chile pocas jornadas de Valdivia en las Cabeceras del Rio del Sauce (...)

Cacapol nació alrededor del año 1650 y su «reinado» fue entre 1680 y 1740. En dicho año tras fallecer su hijo Cangapol hereda su poder e inicia su gobierno.
El padre Falkner nos da una descripción del caudillo:

...y también el gran cacique Cangapol que vivía en Huichín, sobre las márgenes del Río Negro. He tratado de dibujar su retrato por lo que me acuerdo de él. Su persona y su traje están representados en el mapa, como también los de su mujer Huenneec. Este caudillo llamado el Cacique Bravo por los españoles era alto y bien proporcionado. Debió de medir unos siete pies y pulgadas... Lo traté mucho e íntimamente e hice algunos viajes con él...

En lo que refiere a su vida familiar, se sabe que Cangapol tenía siete esposas o concubinas.
El investigador Carlos Antonio Moncaut (1927-2008) dice que además de Cacapol los puelches o indios serranos tenían otros tres jefes: don Nicolás (Cangapol, su hijo), Gaulimeu y Cancaliae, y otros tres caciques aucas: Amolepi, Nicolasquen y Colopichum.
Cangapol gobernaba un territorio de nómades que se extendía aproximadamente desde el Río Salado, en la actual provincia de Buenos Aires, hasta el Río de los Sauces, nombre con que se conocía entonces el actual Negro.
Dice Falkner:

Parece que esta nación es la cabeza de los Checheheches, y Tehuelches, y sus caciques Cancapol y su hijo Cangapol como unos pequeños soberanos (régulos) de los demás. cuando declaran la guerra se  juntan inmediatamente con los Chuchuheches, Tehuelches y Guiliches, y con los Pehuguenches, que viven, más al sur, poco más abajo de Valdivia.

José Sánchez Labrador, otro misionero de la misma orden, también nos deja una estampa de Cangapol:

Los méritos de la fama de este Cacique no eran otros que su entonada barbarie... Los misioneros agasajaron al cacique Bravo, procurando amansar un poco a este Tigre, terror de los circunvecinos y aun de los apartados Españoles... Además Cangapol daba muchos indicios de la doblez de su ánimo porque si bien parecía contento y satisfecho cuando se despidió de los Misioneros; no tenía intención de permitirlos en sus tierras las que según su criterio se extendían desde Buenos Aires hasta el Río Los Sauces. También mostrose muy sentido de que los Misioneros juntasen gente en Reducciones, que en su concepto era lo mismo que quitarle sus vasallos.

### Cangapol inicia los grandes malones
La hostilidad entre españoles e indígenas a lo largo de la primera mitad del siglo XVIII fue en constante aumento. En 1735, el maestre de campo Juan de San Martín asesinó al cacique Calelián el Viejo. En represalia, su hijo, Calelián el Joven, atacó Luján. En ese momento Cangapol intervino y logró intermediar para llegar a un entendimiento pacífico entre los españoles y Calelián. En 1737 los españoles mataron al jefe Tolmichilla, pariente de Cangapol. En represalia, Cangapol se unió a los huiliches, pehuenches y otras tribus pampas, convocándoles a vengarse de las injusticias cometidas por los blancos contra los indios, pero aún no inició sus ataques debido a la influencia de su padre.
Pero Cacapol murió a mediados de 1740, y Cangapol convocó a todas las parcialidades indígenas a un gran malón; algunas fuentes cuentan sus lanzas en varios miles. En septiembre de ese año, se lanzaron sobre los pueblos de Arrecifes y Luján, dando muerte a cientos de vecinos. Poco después volvió a atacar, ahora en el pago de La Matanza, muy cerca de Buenos Aires. Al conocerse la noticia y el avance de los indios hacia Buenos Aires, el estupor y el terror cundió en la ciudad. El caos imperaba y sus vecinos se refugiaban en los templos temiendo una nueva invasión por parte de «los chinos», que así los llamaban. Cangapol detuvo su ataque a sólo siete leguas de la ciudad. Al año siguiente lazó una nueva serie de ataques, sobre Magdalena, La Matanza y Luján. En total, estos ataques causaron la muerte de cientos de personas, habiendo fuentes que las elevan a 800 españoles muertos.
En 1741 el gobernador Miguel de Salcedo encomendó al maestre de campo Cristóbal Cabral internarse en las tierras al sur del río Salado con el objetivo de alcanzar un acuerdo de paz con los pampas. Cabral se encontró con un grupo de caciques en las Sierras del Cairú, donde logró detener los malones. Al año siguiente, Cabral —acompañado del jesuita Matías Strobel— logró la firma de un tratado de paz con Cangapol, encomendándole al cacique la defensa de las tierras al sur del Río Salado.
En el acuerdo, Cangapol y los demás jefes indios expresaron:

Únicamente por respeto y veneración a este Padre (Strobel) se determinan mis paisanos a entablar la paz con los españoles... nos consta que estos Padres nos quieren de corazón, nos tratan con amor, pero no así vosotros españoles, de quienes hemos recibido muchos agravios en todos tiempos.

El tratado designa a Cangapol como defensor de la frontera sur contra las incursiones de grupos hostiles:

Para evitar grandes desórdenes y ocasiones de nuevas guerras, el cacique Brabo, como maestre de campo de toda la sierra no dejará bajar ningún indio ni india a Buenos Aires ni a sus estancias sin expresa licencia del Sr. Gobernador...

En el año 1742 el marinero inglés Isaac Morris, fue abandonado junto a ocho compañeros por la embarcación Speedwell en las costa de una zona cercana a lo que hoy es Mar del Plata. Este punto geográfico posteriormente sería llamado como "cabo Corrientes". Al pasar el tiempo Morris cayó prisionero de Cangapol, al que describió:

Enseguida fuimos citados para comparecer ante su majestad, quien nos recibió en su choza sentado en el suelo con una jabalina a un costado y un arco y flechas del otro, un suelto manto rodeaba su cintura y una especie de torrecilla de plumas de avestruz en la cabeza y fumando una larga pipa de caña.

### Destrucción de las misiones jesuíticas de la pampa
El 13 de noviembre de 1746, con la anuencia de Cangapol, los jesuitas Cardiel y Falkner, junto con Strobel, Gerónimo Rejón y Manuel Querini fundaron la segunda de sus misiones en la Pampa, la Reducción de "Nuestra Señora del Pilar de Puelches" a orillas de la Laguna Las Cabrillas, hoy llamada de los Padres, cerca de la actual ciudad de Mar del Plata.
Los caciques Marique y Chuyantuya visitaban la reducción y comerciaban con los jesuitas trocando plumas de ñandúes, pieles de lobos marinos y chucherías de hueso por tabaco y aguardiente. En pocos años los indios se afincaron en la misión tal como lo cuenta el padre Strobel:

...en toldos primero y en ranchos luego, y cultivan, cazan, pescan, cantan y rezan.

Los indios obtenían aguardiente en un paraje conocido como Vuul Can —hoy llamado Puerta del Abra— en el actual partido de Balcarce.
Otro jefe que entabló amistad con los jesuitas fue José Yahatti quien se trasladó a la misión, cosa que Cangapol vio con desagrado.
Si bien al principio Cangapol recibió amistosamente a los jesuitas debido a que obtenía una gran cantidad de provisiones, al reducirse el abastecimiento y al darse cuenta de que los indios eran reunidos en las misiones, quitándole sus vasallos, su buena predisposición para con los misioneros cambió. 
En 1750 Cangapol puso fin al acuerdo de paz y atacó las reducciones jesuitas fundadas en territorio de los pampas, para lo cual convocó a sus caciques subalternos. Tanto serranos como aucas respondieron a su llamado pero el jefe Ayalep -de origen picunche- decidió no seguirlo debido a que estaba agradecido por el trato recibido de los jesuitas:

que no estaba en ánimo de pelear, ni molestar a los españoles y mucho menos a los padres misioneros de los cuales jamás había recibido agravio, antes si muchos beneficios siempre que había ido a visitar a los pueblos.

Cangapol le comunicó a Ayalep que lo iría a visitar y, aprovechando que éste lo esperaba desarmado, lo asesinó junto a 50 loncos (jefes) y a todos sus guerreros, apoderándose de su chusma, es decir sus niños y mujeres.
En agosto de 1750 Cangapol se dirigió hacia Nuestra Señora del Pilar. Debido a ello los misioneros pidieron ayuda al gobernador y éste envió una partida de 150 hombres dirigidos por el maestre de campo Mendinueta quien atacó a los propios indígenas reducidos matando al cacique José Yahatti.
El hermano del asesinado, Felipe Yahatti, tomó venganza y arrasó lo que quedaba de las indefensas misiones. Yahatti huyó con 6000 cabezas de ganado, pero Cangapol lo persiguió y cayó sobre él, masacrándolo junto a sus guerreros y quedándose con todo el botín obtenido de las reducciones. Finalmente, los jesuitas decidieron abandonar la misión del Pilar el 1º de septiembre del año siguiente. 

### Últimos años
En 1753 Cangapol decidió aliarse con los españoles y en conjunto detener el avance de los malones pehuenches y huiliches hacia las pampas.
Norberto Ras dice:

Los pampas y tehuelches que aún resistían caer bajo el dominio de los mapuches quedaron apresados entre éstos y los blancos, su ubicación en el sur bonaerense era muy expuesta y la disponibilidad de recursos comestibles y de ropas era cada vez más difícil de superar pasando periodos de francas hambrunas. La experiencia que tenían de muchos años sobre el tema les enseñaba que serían los más castigados. Seguramente en la tradición oral el recuerdo de caciques como Mayupilqui Ya, Yahati y otros era suficiente como para tenerlos sosegados.

Ese mismo año Cangapol, cumpliendo con el acuerdo que tenía con los españoles, avisó al cabildo de Buenos Aires que el cacique Huelquín cruzaba sus tierras para atacar las tierras al norte del Salado.
Cangapol falleció —aunque no se tienen datos precisos— probablemente en 1757, siendo sucedido por su hijo Nicolás.

¿De quién es el aire, de quién es el agua de la laguna y los ríos, la sal, la leña, los piches, guanacos, avestruces y hasta los baguales y ganados y vacas del campo? ¿De alguno, de la tribu, de alguna otra, o de todos? Para que toda la gente respire, beba, coma, para vivir. ¿Qué sucedería si un indio entre sus hermanos pretendiera ello para sí solo?
Cacique Cangapol

La Laguna La Brava, en el partido de Balcarce, recuerda en su nombre el apodo de este jefe indio.
En el documental del Canal Encuentro La era de los caciques, se lo enumera en el primer capítulo como el primer cacique entre grandes como Yanquetruz, Calfucurá, Sayhueque, Catriel "el viejo" y otros.
Entre los años 2003 y 2006 el periódico "Nueva Sierra" de Sierra de los Padres estableció los "Premios Cacique Cangapol" a personas destacadas de su comunidad.